# トゥクマンの月
「トゥクマンの月」（とぅくまんのつき、Luna Tucumana）は、アタウアルパ・ユパンキ作詞作曲のフォルクローレ。

## 概要
1948年発表の曲で、アルゼンチンのフォルクローレ第一人者のアタウアルパ・ユパンキの有名な曲の一つである。「トゥクマン」は、アルゼンチンの地方都市、サン・ミゲル・デ・トゥクマンのことである。サンバの曲とされている。ファン・ペロンの独裁体制を嫌い、フランスに出国した心情を歌ったものという情報もある。1952年に、アタウアルパ・ユパンキは、アルゼンチンに戻ることになる。
作詞作曲者本人の自作自演もよく聴かれるが、同じアルゼンチンのメルセデス・ソーサの歌唱も有名である。
YouTubeでも、日本のライブハウス録音も含め、いくつかアップロードされている。

## カヴァー
アルゼンチン
- アタウアルパ・ユパンキ　Atahualpa Yupanqui
- メルセデス・ソーサ　Merdes Sosa
- クリスティーナとウーゴ　Dúo Cristina y Hugo

日本
- ソンコ・マージュ
- 月田秀子